# High Mill

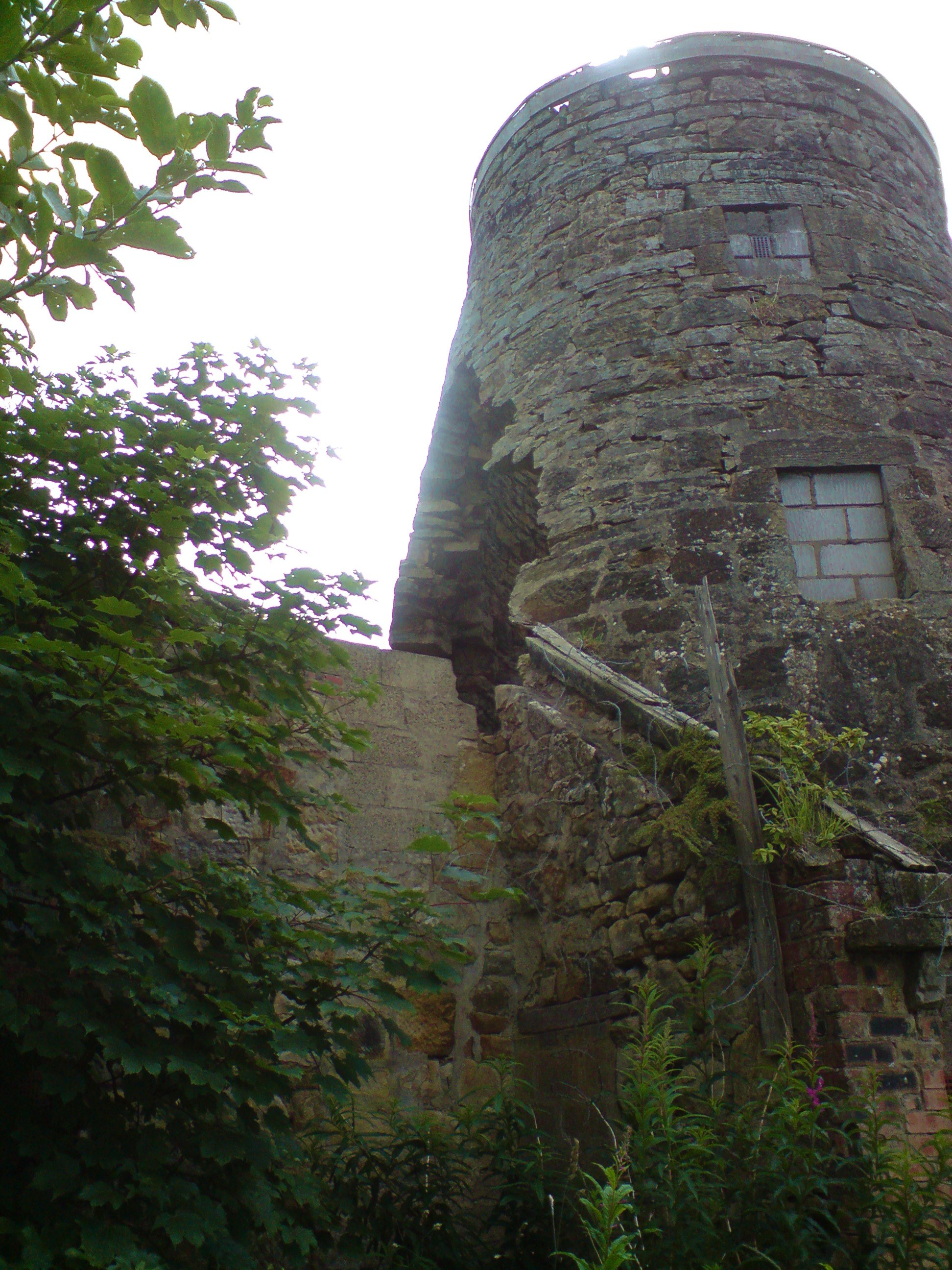
High Mill

Die High Mill ist eine ehemalige Turmwindmühle in der schottischen Kleinstadt Carluke in der Council Area South Lanarkshire. 1971 wurde das Bauwerk in die schottischen Denkmallisten in der höchsten Denkmalkategorie A aufgenommen. Eine ehemalige zusätzliche Einstufung als Scheduled Monument wurde 2005 aufgehoben.

## Geschichte
Die Mühle wurde im Jahre 1797 als Windmühle erbaut. Nach rund 50 Jahren wurde sie jedoch auf die Nutzung von Dampfkraft umgerüstet. Zuletzt trieb ein gasgetriebener Motor die Mechanik an. Die High Mill wurde bis in die 1930er Jahre genutzt. Bereits 1982 wurde auf den kritischen Zustand des Bauwerks hingewiesen. 2008 erfolgte dann die Aufnahme in das Register gefährdeter denkmalgeschützter Bauwerke in Schottland. 2013 wurde sein Zustand als sehr schlecht eingestuft.

## Beschreibung
Die High Mill steht nordöstlich des Zentrums von Carluke. Sie diente als Dreschmühle. Es ragt ein dreistöckiger Rundturm aus Bruchstein auf. Der einst etwa 9,9 m hohe Turm weist am Boden einen Durchmesser von 8,23 m auf und verjüngt sich nach oben auf 4,27 m. Ehemals abschließende Aufbauten sind nicht erhalten. Es schließen sich zwei traufseitig verbundene, längliche Gebäude an. Diese zweistöckigen Gebäude, deren Mauerwerk aus grob zu Quadern behauenem Bruchstein besteht, stammen aus dem mittleren 19. Jahrhundert. Neben der Mühlenmaschinerie beherbergen sie auch eine Darre. An der Nordostseite grenzt ein Kesselhaus mit quadratischem Backsteinkamin an.
Im Inneren sind verschiedene historische Maschinerien und Aufbauten erhalten geblieben. Hierzu zählen unter anderem Schütten, Schütttrichter und Mahlsteine sowie der Kondensator einer Dampfmaschine des Londoner Unternehmens Easton & Anderson und Teile eines Gasmotors von Tangye. Teile des Innenraums sind nicht zugänglich. Es wird jedoch davon ausgegangen, dass dort weitere Elemente der Mechanik erhalten geblieben sind, sodass die High Mill als die schottische Windmühle mit der vermutlich besterhaltenen Maschinerie gilt.